# Kyle (Dakota del Sur)
Kyle es un lugar designado por el censo ubicado en el condado de Shannon en el estado estadounidense de Dakota del Sur. En el Censo de 2010 tenía una población de 846 habitantes y una densidad poblacional de 214,05 personas por km².

## Geografía
Kyle se encuentra ubicado en las coordenadas 43°25′30″N 102°10′50″O / 43.42500, -102.18056. Según la Oficina del Censo de los Estados Unidos, Kyle tiene una superficie total de 3.95 km², de la cual 3.82 km² corresponden a tierra firme y (3.41%) 0.13 km² es agua.

## Demografía
Según el censo de 2010, había 846 personas residiendo en Kyle. La densidad de población era de 214,05 hab./km². De los 846 habitantes, Kyle estaba compuesto por el 2.6% blancos, el 0.12% eran afroamericanos, el 95.63% eran amerindios, el 0.35% eran asiáticos, el 0% eran isleños del Pacífico, el 0.35% eran de otras razas y el 0.95% pertenecían a dos o más razas. Del total de la población el 3.19% eran hispanos o latinos de cualquier raza.